# Lijst van departementen en arrondissementen in de regio Occitanie
De Franse regio Occitanie heeft de volgende departementen en arrondissementen:

## Ariège
- Foix
- Pamiers
- Saint-Girons

Zie ook lijsten van de kantons en de gemeentes.

## Aude
- Carcassonne
- Limoux
- Narbonne

Zie ook lijsten van de kantons en de gemeentes.

## Aveyron
- Millau
- Rodez
- Villefranche-de-Rouergue

Zie ook lijsten van de kantons en de gemeentes.

## Haute-Garonne
- Muret
- Saint-Gaudens
- Toulouse

Zie ook lijsten van de kantons en de gemeentes.

## Gard
- Alès
- Nîmes
- Le Vigan

Zie ook lijsten van de kantons en de gemeentes.

## Gers
- Auch
- Condom
- Mirande

Zie ook lijsten van de kantons en de gemeentes.

## Hautes-Pyrénées
- Argelès-Gazost
- Bagnères-de-Bigorre
- Tarbes

Zie ook lijsten van de kantons en de gemeentes.

## Hérault
- Béziers
- Lodève
- Montpellier

Zie ook lijsten van de kantons en de gemeentes.

## Lot
- Cahors
- Figeac
- Gourdon

Zie ook lijsten van de kantons en de gemeentes.

## Lozère
- Florac
- Mende

Zie ook lijsten van de kantons en de gemeentes.

## Pyrénées-Orientales
- Céret
- Perpignan
- Prades

Zie ook lijsten van de kantons en de gemeentes.

## Tarn
- Albi
- Castres

Zie ook lijsten van de kantons en de gemeentes.

## Tarn-et-Garonne
- Castelsarrasin
- Montauban

Zie ook lijsten van de kantons en de gemeentes.